# Manuelita (film)
Pour les articles homonymes, voir Manuelita.
Pour plus de détails, voir Fiche technique et Distribution.
Manuelita est un film d'animation argentin réalisé par Manuel García Ferré et sorti en Argentine en 1999. Ce dessin animé en deux dimensions met en scène le personnage du même nom apparu pour la première fois dans la chanson pour enfants « Manuelita » écrite par l'auteure argentine María Elena Walsh. Le film, comme la chanson, raconte le voyage de la tortue Manuelita qui, partie d'Argentine, voyage à travers le monde jusqu'en France, à Paris, où elle trouve l'amour et vit diverses péripéties. Le film n'a été distribué en salles qu'en Amérique latine.

## Synopsis
La tortue Manuelita part en voyage en ballon, mais son ballon est détourné de son chemin. Parvenue à Paris, elle y tombe amoureux d'une jeune tortue mâle.

## Fiche technique
- Titre : Manuelita
- Réalisation : Manuel García Ferré
- Scénario : Manuel García Ferré, d'après une histoire de María Elena Walsh
- Musique originale : Néstor D'Alessandro, Roberto Lar, María Elena Walsh
- Animation (postes principaux) : Roberto Barrios, Néstor Córdoba, Alberto Grisolía, Silvia Nanni, Carlos A. Pérez Agüero, Natalio Zirulnik
- Montage : Luis Busso, Federico Parrilla
- Production : Carlos Mentasti
- Studio de production : Producciones García Ferré, García Ferré Entertainment, Televisión Federal (Telefe), avec le soutien de l'Instituto Nacional de Cine y Artes Audiovisuales (INCAA)
- Distribution : Columbia TriStar Films de Argentina (Argentine, sortie en salles), Gativideo (Argentine, VHS et DVD)
- Pays :  Argentine
- Langue : espagnol
- Durée : 80 minutes
- Format : 35 mm, couleur
- Cadrage : 1,85:1
- Date de sortie :
  - Argentine : 8 juillet 1999

## Voix originales
- Rosario Sánchez Almada : Manuelita
- Pelusa Suero : Larguirucho
- Ariel Abadi : le père de Manuelita
- Enrique Conlazo : El Patriarca de los Pájaros
- Néstor D'Alessandro : le grand-père de Manuelita
- Cecilia Gispert : Bartolito
- Susana Sisto : Carey
- Horacio Yervé : voix diverses
- Miguel Esteban

## Box office
En Argentine, entre sa sortie début juillet 1999 et décembre 1999, le film rassemble plus de 2 200 000 spectateurs.

## Distinctions
En 1999, Manuelita représente l'Argentine aux Oscars dans la catégorie Meilleur film en langue étrangère, mais ne remporte pas de prix. En 2002, Manuelita fait partie des films nommés pour le Prix Goya du meilleur film d'animation, mais ne remporte finalement pas le prix.